# Santa Rita do Itueto
Santa Rita do Itueto est une municipalité brésilienne de l'État du Minas Gerais et la Microrégion d'Aimorés.